# Locustella portenta
Locustella portenta (лат.) — вид птиц из семейства сверчковых. Эндемики индонезийского острова Талиабу.
Ареал очень мал — всего несколько квадратных километров в горной части острова. От других представителей рода Locustella этих птиц отличают уникальная вокализация, а также наличие на теле небольшого серовато-коричневого пятна, которое увеличивается по направлению к груди и нижней части горла.
Птица была описана в 2020 году вместе с 9 другими новыми видами и подвидами пернатых, эндемиками островов Уоллесии. Все они были открыты во время исследований, проводившихся в 2009—2013 годах, что стало крупнейшим открытием подобного рода за более чем столетие. В отличие от многих других видов птиц, описанных в рамках данных исследований, существование Locustella portenta оставалось неизвестным для местных жителей их родного острова, так как голос этих птиц был по звучанию похож скорее на звуки, издаваемые насекомыми, нежели птицами. Из-за очень небольшого ареала, потенциально большой риск для вида представляют лесные пожары и вырубка лесов.